# Eduard Rüther

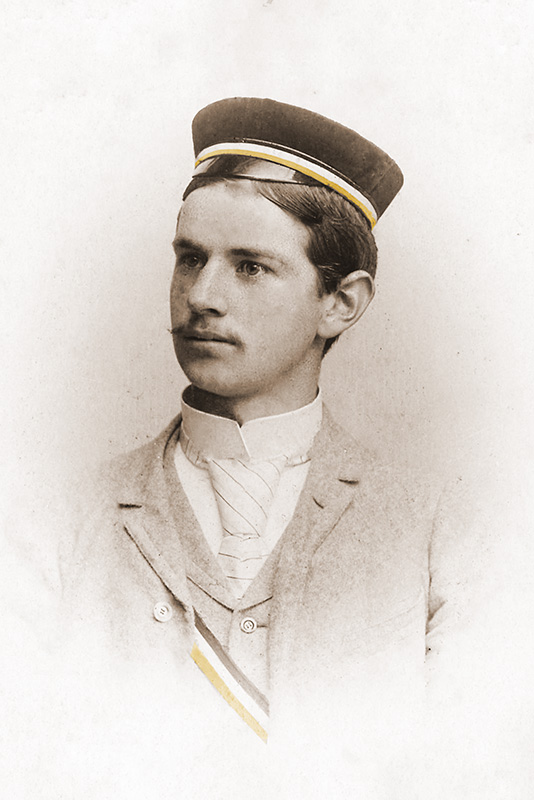
Eduard Rüther als Göttinger Wingolfit, 1892

Eduard Rüther (* 18. September 1871 in Nordleda; † 31. August 1941 in Hamburg) war ein deutscher Historiker und Gymnasiallehrer.

## Herkunft
Er wuchs auf als jüngstes der acht Kinder des Hauptlehrers und Kantors Heinrich Christian Nicolaus Rüther, der einer alteingesessenen Hadelner Familie angehörte; einer seiner Brüder war Heinrich Rüther.

## Bildungsweg und Wirken
Nachdem er den größten Teil seiner Schulbildung als Privatunterricht an seinem Heimatort erhalten hatte, bestand er das Abitur in Duisburg und studierte dann ab 1891 in Göttingen, Heidelberg und München Philosophie und Geschichte. Er schloss sein Studium mit der Promotion und ging dann in den Schuldienst in Hamburg. Während des Studiums wurde er Mitglied im Göttinger und Heidelberger Wingolf. Von 1898 bis zum Ersten Weltkrieg unterrichtete er an der Oberrealschule Eimsbüttel, heute Gymnasium Kaiser-Friedrich-Ufer. Nach der Rückkehr aus dem Krieg kam er an die Hansaschule, heute Hansa-Gymnasium Bergedorf und betonte im Unterricht den Deutschen Idealismus. Von 1927 bis 1934 war er der Leiter der Schule.
Nebenher und nach Ausscheiden aus dem Lehramt forschte er an der Geschichte seiner ländlichen Heimat und half auch seinem Bruder Heinrich Rüther bei dessen Heimatforschung und Publikationen.
Die Arbeiten der beiden Brüder bilden immer noch einen Grundstock des Wissens über die Geschichte des Landes Hadeln. Manche ihrer Aussagen sind allerdings inzwischen widerlegt.

## Familie
Eduard Rüther heiratete die Hamburgerin Elisabeth Brauns und hatte mit ihr eine Tochter, Anna, geboren 1906, und einen Sohn, Heinz, geboren 1909.

## Veröffentlichungen
- Entstehung und Besiedlung des Landes Hadeln und seine Orts- und Flurnamen, Jahrbuch der Männer vom Morgenstern, Bd. 7/8 (1906), S. 53–77
- Quellen zur Geschichte des Landes Hadeln, Jahrbuch der MvM, Bd. 9 (1906/07) S. 80–94
- Das Altenbrücher Vredeboik, Jahrbuch der MvM, Bd. 10 (1907/08), S. 110–111
- Die Verfassung und Rechtsentwicklung des Landes Hadeln im Mittelalter, Jahrbuch der MvM,  Bd. 10 (1908), S. 32–52, und Sonderabdruck, Verlag Ernst Geibel, Hannover 1909
- Einführung der Reformation im Lande Hadeln und dessen Lostrennung von der Bremer Kirche, Jahrbuch der MvM, Bd. 11 (1908/09), S. 36–58
- Geschichte des Hadler Elbdeiches und Eigenart des Hadler Deichrechts, Jahrbuch der MvM, Bd. 12 (1909/10), S. 61–73
- Kirchliche Denkmalpflege mit Einschluß der Friedhofspflege, Vortrag auf der 23. Bezirks-Synode Lehe, 1910
- Das Land Hadeln im Pfandbesitz Hamburgs (Hamburgs Interesse an der Sicherung des Elbhandels), Jahrbuch der MvM, Bd. 13 (1910/11), S. 104–129
- Elbschifffahrt und Strandungen an der Niederelbe im 16. und 17. Jahrhundert, Jahrbuch der MvM, Bd. 14/15 (1911/13), S. 76–92
- Kaisertage in Marville (Departement Maas). 1. und 2. September 1914, Jahrbuch der MvM, Bd. 17 (1914/16), S. 151–155
- Die kirchlichen Gilden im Lande Hadeln, Jahrbuch der MvM, Bd. 21 (1923/24), S. 161–162
- Das Bauerntum der Marschen im Kampf um seine Freiheit zu Beginn der Neuzeit, Jahrbuch der MvM, Bd. 22 (1924/26), S. 75–82
- Johann Heinrich Voß und das niedersächsische Volkstum. Festrede zur Feier der Wiederkehr des Tages, an dem vor 150 Jahren Johann Heinrich Voß sein Amt in Otterndorf antrat ...29. Oktober 1928 (Mit Textbeispielen), Jahrbuch der MvM, Bd. 24 (1929/30), S. 57–69
- Hadler Chronik: Quellenbuch zur Geschichte des Landes Hadeln, verlegt vom Heimatbund d. Männer vom Morgenstern, 1932
- Der Name Schloß Morgenstern, Jahrbuch der MvM, Bd. 26 (1932/33 und 1933/34), S. 177–179
- Hadeln und Wursten während der Freiheitskämpfe der Wurster (1518 - 1525) : ... Briefbücher des Herzogs Magnus, Jahrbuch der MvM, Bd. 28 (1937), S. 65–91
- Chronik von Debstedt – Ein Heimatbuch für Dorf, Börde und Kirchspiel Debstedt (Kreis Wesermünde). Im Auftrag der Dorfgemeinde Debstedt verfaßt, verlegt bei Christians in Hamburg, 1938
- Der Kampf um Hadeln in der bremischen Stiftsfehde 1499 und die Otterndorfer Mordaffäre. Ein Beitrag zum Kriegsrecht der Landsknechte und zur Lösung eines Rätsels in den Hamburgischen Kämmereirechnungen, Jahrbuch der MvM, Bd. 29 (1939), S. 30–45
- Die Wikinger zwischen Elb- und Wesermündung, Jahrbuch der Männer vom Morgenstern Bd. 30 (1940), S. 56–72

## Belege
1. ↑  Adressbuch der Ruprecht-Karls-Universität in Heidelberg im Sommersemester 1892, S. 32
2. ↑  Hans-Ulrich Hucker: „Das Problem von Herrschaft und Freiheit in den Landesgemeinden des Mittelalters im Unterweserraum“ (Dissertation, Münster 1978), verfügbar u. a. im Staatsarchiv Bremen (Nr. 538 U) und in der Bibliothek der Männer vom Morgenstern
3. ↑  Personal Record for Eduard Rüther, Born 1871 (Memento vom 12. März 2016 im Internet Archive)

| Personendaten    | Personendaten                            |
| ---------------- | ---------------------------------------- |
| NAME             | Rüther, Eduard                           |
| ALTERNATIVNAMEN  | Rüther, Gustav Heinrich Christian        |
| KURZBESCHREIBUNG | deutscher Historiker und Gymnasiallehrer |
| GEBURTSDATUM     | 18. September 1871                       |
| GEBURTSORT       | Nordleda                                 |
| STERBEDATUM      | 31. August 1941                          |
| STERBEORT        | Hamburg                                  |